# パルコ長嶋
パルコ長嶋（パルコながしま）は日本の漫画家。女性。

## 概要
主に成年向け漫画を執筆している。ふたなり、ボーイズラブ、ショタコン等幅広ジャンルの作品を描いている。

## 主な活動雑誌
- ふたなりっ娘らばーず（一水社）
- 月刊Web男の娘・れくしょんッ！S（一水社）

## 作品リスト

### 単行本
- お姉さんの香り（2006年 ISBN 978-4870766372 一水社）
- ふたなりア・ラ・モード（2007年 ISBN 978-4870766617 一水社）
- ふたなリッチ!ぷれみあむ（2009年 ISBN 978-4870767386 一水社）
- ツン彼女(カノ)と生ハメ（2010年 ISBN 978-4894219427 富士見出版）
- 男の娘るねっさんす（2012年 ISBN 978-4864161480 一水社）
- 男の娘ろまんす（2014年 ISBN 978-4864162302 一水社）
- 男の娘☆れぼりゅーしょん!（2016年 ISBN 978-4-86201-548-8 一水社）
- ふわとろ☆男の娘！（2017年 ISBN 978-4862018182 一水社）
- 濡れちゃう♥男の娘（2018年 ISBN 9784866745039 一水社）
- 欲しがり♥男の娘（2019年 ISBN 9784866745657 一水社）
- 男の娘がヤリたそうにこっちを見ている！（2021年 電子書籍 一水社）